# Grande Prêmio de San Marino de 1987
Resultados do Grande Prêmio de San Marino de Fórmula 1 realizado em Ímola em 3 de maio de 1987. Foi a segunda etapa da temporada e também a sétima edição da corrida, marcada pelo acidente de Nelson Piquet, piloto da Williams-Honda, nos treinos de sexta-feira.
A corrida foi vencida pelo piloto britânico Nigel Mansell pilotando uma Williams FW11B. Foi a oitava vitória do "leão" em sua carreira e também a primeira (de duas) no circuito de Ímola. Mansell terminou vinte e sete segundos à frente do brasileiro Ayrton Senna dirigindo uma Lotus 99T e o terceiro foi o italiano Michele Alboreto a bordo duma Ferrari F1/87. A vitória deu Mansell um ponto de vantagem sobre o francês Alain Prost, da McLaren, na disputa pelo título.

## Resumo da prova

### Acidente de Nelson Piquet
Nos treinos de sexta-feira o bicampeão mundial Nelson Piquet foi eliminado da corrida depois de um acidente na curva Tamburello. Um pneu da sua Williams FW11B estourou resultando um violento impacto contra o muro (quando o carro foi devolvido aos boxes, o engenheiro da Williams, Patrick Head, não pôde confirmar se o acidente foi causado por falha mecânica, embora tanto ele quanto Nigel Mansell observassem com atenção os destroços do bólido de Nelson Piquet tão minuciosamente quanto possível). Mesmo grogue após a batida, o brasileiro afirmava ter sofrido apenas uma lesão no tornozelo. Levado para o hospital Bellaria em Bolonha, a 40 km do circuito, o piloto foi diagnosticado com traumatismo craniano e uma entorse no joelho esquerdo, além de contusões no ombro e no tórax. Embora o quadro geral não apresentasse sinais de gravidade, ele foi proibido de correr por Giuseppe Farina, diretor médico do autódromo, e por Sid Watkins, diretor médico da FIA. Diante do exposto, Piquet trabalhou como comentarista convidado na emissora italiana RAI. Anos depois, ele revelou que sentia dores de cabeça, dificuldade para dormir, falhas na visão em profundidade e, às vezes, visão dupla como sequelas do acidente e, pelo resto da temporada de 1987, fez tratamento médico às escondidas, pois temia a cassação de sua superlicença por requisição da Williams ou sugestão de Watkins.
Eram quase uma e vinte da tarde quando Nelson Piquet sofreu seu acidente. Naquele momento o brasileiro detinha a melhor marca do dia tendo Nigel Mansell em segundo lugar mas, após ultrapassar a Minardi de Adrian Campos no trecho entre a saída da Tamburello e a curva Villeneuve, a Williams de Piquet tornou-se arisca e despedaçou-se com ao bater no muro que circunda a área. "Ele vinha em linha normal. Não sei o que aconteceu. De repente começou a girar e foi, de ré, bater violentamente contra o muro no final da curva. Foi impressionante", disse um perplexo Adrian Campos aos jornalistas. Com o carro descontrolado e a quase 300 km por hora, Nelson Piquet rodopiou e viu a traseira e a lateral de seu carro baterem contra o muro de uma forma tão brutal que as rodas traseiras foram sacadas e a carenagem ficou retorcida.
Avaliando as imagens de seu acidente, Piquet chegou a apostar numa falha mecânica, entretanto a hipótese de um pneu estourado tornou-se recorrente e as queixas dos pilotos quanto à fragilidade dos compostos Goodyear levaram a empresa a recolher o material à disposição dos times por pneus trazidos do Reino Unido e de Maranello, sede da Ferrari, afinal os compostos originais levados a Ímola eram diferentes daqueles fornecidos para um teste programado no circuito na semana anterior à corrida. Alain Prost esteve entre os que criticaram os pneus disponíveis para o fim de semana e a hipótese de falha nos compostos foi reforçada por outra observação de Adrian Campos segundo a qual Piquet perdeu o controle quando o assoalho da Williams faiscou ao tocar uma saliência no asfalto de Ímola. A seguir o piloto espanhol arrematouː "Vi duas coisas pequenas e negras se soltando. Talvez pedaços de pneu". Ao falar sobre o incidente com seu compatriota, Ayrton Senna foi incisivoː "Houve algum problema mecânico. Nelson não erraria nunca em um trecho simples como este em que aconteceu o acidente. (... ) Acidente ali só mesmo quando quebra alguma coisa no carro".
Para os fãs da Fórmula 1 cabe uma explicação sobre o diagnóstico de traumatismo craniano sofrido por Nelson Piquetː a rigor, essa diagnose refere-se a toda ocorrência onde é machucada a cabeça de uma pessoa, seja uma cabeçada ou uma pancada como a sofrida pelo brasileiro em razão do acidente em Ímola e este trauma não resulta necessariamente em lesões cerebrais, embora seja necessário acompanhamento médico. Ainda no sábado o piloto da Williams foi informado que não correria no dia seguinte e após conversar com os médicos falou com a imprensa a respeito de seu acidente, do qual dizia lembrar-seː "Só não sei a razão pela qual o carro perdeu a direção. Deve ter sido alguma coisa, algum defeito mecânico. No final da reta, o carro começou a vibrar e logo depois a traseira enlouqueceu", disse Piquet.

### Ayrton Senna na pole
O acidente de Nelson Piquet eclipsou algumas mudanças ocorridas na Fórmula 1 no intervalo de três semanas entre a abertura do campeonato no Grande Prêmio do Brasil e a prova samarinesa, a começar pelo retorno da Ligier. Equipada com um motor Megatron (na verdade um M-12 da BMW comprado junto à seguradora norte-americana USF&G), a escuderia francesa terá René Arnoux e Piercarlo Ghinzani como seus pilotos. Também originária da França, a Larrousse (fundada por Gérard Larrousse e Didier Calmels) estreou sob as bênçãos e o nome da Lola Cars, sua fornecedora de chassis, e para defendê-la foi contratado Philippe Alliot. Outra vaga surgiu no grid quando a Osella inscreveu o estreante Gabriele Tarquini para pilotar o segundo carro do time em Ímola, enquanto Zakspeed e March trouxeram novos modelos a serem pilotados por Martin Brundle e Ivan Capelli, respectivamente.
No sábado a pole position ficou nas mãos de Ayrton Senna que posicionou sua Lotus com suspensão ativa à frente da Williams de Nigel Mansell, com Alain Prost, líder do campeonato, à frente de Teo Fabi num duelo entre McLaren e Benetton enquanto a Ferrari ocupou a terceira fila com Gerhard Berger e Michele Alboreto. Foi a centésima sétima e última pole position conquistada pela equipe de Colin Chapman, a primeira de um carro equipado com suspensão ativa na história da categoria e a primeira de Ayrton Senna com motores Honda.

### Vitória de Nigel Mansell
No momento da largada falharam os carros de Stefan Johansson (McLaren) Andrea de Cesaris (Brabham) e Martin Brundle (Zakspeed) e com isso autorizaram um novo giro de apresentação, encurtando para 59 as voltas a serem percorridas. Ao apagar das luzes eis que Ayrton Senna conservou a liderança por menos de duas voltas quando Nigel Mansell tomou-lhe o primeiro lugar e três passagens depois Alain Prost derrubou o brasileiro para o terceiro lugar expondo-o ao assédio da Ferrari. Superado por Michele Alboreto, Senna ficou entre o italiano e Gerhard Berger enquanto Prost parou por falha no alternador após reduzir a vantagem de Mansell e quase no mesmo instante o carro de Berger foi superado por Riccardo Patrese, Stefan Johansson e Teo Fabi antes de abandonar.
Na vigésima segunda volta Nigel Mansell foi para os boxes e pouco depois é seguido por Michele Alboreto e Ayrton Senna. Quando os então líderes retornam à pista o piloto da Williams retomou o primeiro lugar à frente de um surpreendente Riccardo Patrese, o qual abandonaria a contenda por falha no alternador. Tranquilo em relação aos rivais, Mansell venceu a prova enquanto a definição de quem subiria com ele ao pódio após o infortúnio de Patrese foi mais instigante: na 42ª volta Alboreto superou Senna na chicane Acqua Minerale, mas sete giros mais tarde o brasileiro recuperou o segundo lugar e cruzou a linha de chegada quase vinte e oito segundos atrás de Mansell e oito adiante de Michele Alboreto. Completaram a zona de pontuação os pilotos Stefan Johansson, da McLaren, Martin Brundle, que marcou os únicos pontos da equipe Zakspeed na categoria e Satoru Nakajima, da Lotus, o primeiro japonês a marcar pontos na categoria, algo notável pois ele largou dos boxes e ficou sem combustível duas voltas antes de encerrada a prova.

## Classificação da prova

### Treinos oficiais
| Pos.   | Nº | Piloto             | Construtor             | Q1       | Q2       | Dif.     |
| ------ | -- | ------------------ | ---------------------- | -------- | -------- | -------- |
| 1      | 12 | Ayrton Senna       | Lotus-Honda            | 1:27.543 | 1:25.826 | —        |
| 2      | 5  | Nigel Mansell      | Williams-Honda         | 1:26.204 | 1:25.946 | + 0.120  |
| 3      | 6  | Nelson Piquet      | Williams-Honda         | 1:25.997 | —        | + 0.171  |
| 4      | 1  | Alain Prost        | McLaren-TAG/Porsche    | 1:29.317 | 1:26.135 | + 0.309  |
| 5      | 19 | Teo Fabi           | Benetton-Ford          | 1:27.801 | 1:27.270 | + 1.444  |
| 6      | 28 | Gerhard Berger     | Ferrari                | 1:28.229 | 1:27.280 | + 1.454  |
| 7      | 27 | Michele Alboreto   | Ferrari                | 1:29.653 | 1:28.074 | + 2.248  |
| 8      | 7  | Riccardo Patrese   | Brabham-BMW            | 1:28.447 | 1:28.421 | + 2.595  |
| 9      | 2  | Stefan Johansson   | McLaren-TAG/Porsche    | 1:30.416 | 1:28.708 | + 2.882  |
| 10     | 18 | Eddie Cheever      | Arrows-Megatron        | 1:30.379 | 1:28.848 | + 3.022  |
| 11     | 17 | Derek Warwick      | Arrows-Megatron        | 1:28.887 | 1:29.236 | + 3.061  |
| 12     | 20 | Thierry Boutsen    | Benetton-Ford          | 1:28.929 | 1:28.908 | + 3.082  |
| 13     | 11 | Satoru Nakajima    | Lotus-Honda            | 1:29.579 | 1:30.545 | + 3.753  |
| 14     | 25 | René Arnoux        | Ligier-Megatron        | 1:31.078 | 1:29.861 | + 4.035  |
| 15     | 8  | Andrea de Cesaris  | Brabham-BMW            | 1:30.627 | 1:30.382 | + 4.556  |
| 16     | 9  | Martin Brundle     | Zakspeed               | 1:31.931 | 1:31.094 | + 5.268  |
| 17     | 24 | Alessandro Nannini | Minardi-Motori Moderni | 1:31.789 | —        | + 5.963  |
| 18     | 23 | Adrian Campos      | Minardi-Motori Moderni | 1:41.520 | 1:31.818 | + 5.992  |
| 19     | 10 | Christian Danner   | Zakspeed               | 1:32.977 | 1:31.903 | + 6.077  |
| 20     | 26 | Piercarlo Ghinzani | Ligier-Megatron        | 1:32.873 | 1:32.248 | + 6.422  |
| 21     | 21 | Alex Caffi         | Osella-Alfa Romeo      | 1:32.308 | 1:33.298 | + 6.482  |
| 22     | 4  | Philippe Streiff   | Tyrrell-Ford           | 1:35.001 | 1:33.155 | + 7.329  |
| 23     | 30 | Philippe Alliot    | Lola-Ford              | 1:34.458 | 1:33.846 | + 8.020  |
| 24     | 16 | Ivan Capelli       | March-Ford             | 1:37.463 | 1:33.872 | + 8.046  |
| 25     | 3  | Jonathan Palmer    | Tyrrell-Ford           | 1:34.632 | 1:36.127 | + 8.806  |
| 26     | 14 | Pascal Fabre       | AGS-Ford               | 1:39.747 | 1:36.159 | + 10.333 |
| 27     | 22 | Gabriele Tarquini  | Osella-Alfa Romeo      | 1:43.446 | —        | + 17.620 |
| Fonte: |    |                    |                        |          |          |          |

### Corrida
| Pos.   | Nº | Piloto             | Construtor             | Voltas | Tempo/Diferença      | Grid | Pontos     |
| ------ | -- | ------------------ | ---------------------- | ------ | -------------------- | ---- | ---------- |
| 1      | 5  | Nigel Mansell      | Williams-Honda         | 59     | 1:31:24.076          | 2    | 9          |
| 2      | 12 | Ayrton Senna       | Lotus-Honda            | 59     | + 27.545             | 1    | 6          |
| 3      | 27 | Michele Alboreto   | Ferrari                | 59     | + 39.144             | 6    | 4          |
| 4      | 2  | Stefan Johansson   | McLaren-TAG/Porsche    | 59     | + 1:00.588           | 8    | 3          |
| 5      | 9  | Martin Brundle     | Zakspeed               | 57     | + 2 voltas           | 15   | 2          |
| 6      | 11 | Satoru Nakajima    | Lotus-Honda            | 57     | Pane seca            | 12   | 1          |
| 7      | 10 | Christian Danner   | Zakspeed               | 57     | + 2 voltas           | 18   |            |
| 8      | 4  | Philippe Streiff   | Tyrrell-Ford           | 57     | + 2 voltas           | 22   |            |
| 9      | 7  | Riccardo Patrese   | Brabham-BMW            | 57     | + 2 voltas           | 7    |            |
| 10     | 30 | Philippe Alliot    | Lola-Ford              | 56     | + 3 voltas           | 22   |            |
| 11     | 17 | Derek Warwick      | Arrows-Megatron        | 55     | Pane seca            | 10   |            |
| 12     | 21 | Alex Caffi         | Osella-Alfa Romeo      | 54     | Pane seca            | 20   |            |
| 13     | 14 | Pascal Fabre       | AGS-Ford               | 53     | + 6 voltas           | 25   |            |
| Ret    | 19 | Teo Fabi           | Benetton-Ford          | 51     | Turbo                | 4    |            |
| Ret    | 20 | Thierry Boutsen    | Benetton-Ford          | 48     | Motor                | 11   |            |
| Ret    | 18 | Eddie Cheever      | Arrows-Megatron        | 48     | Embreagem            | 9    |            |
| Ret    | 3  | Jonathan Palmer    | Tyrrell-Ford           | 48     | Embreagem            | 24   |            |
| Ret    | 8  | Andrea de Cesaris  | Brabham-BMW            | 39     | Rodada               | 14   |            |
| Ret    | 23 | Adrian Campos      | Minardi-Motori Moderni | 30     | Câmbio               | 17   |            |
| Ret    | 22 | Gabriele Tarquini  | Osella-Alfa Romeo      | 26     | Câmbio               | 26   |            |
| Ret    | 24 | Alessandro Nannini | Minardi-Motori Moderni | 25     | Turbo                | 16   |            |
| Ret    | 16 | Ivan Capelli       | March-Ford             | 18     | Motor                | 23   |            |
| Ret    | 28 | Gerhard Berger     | Ferrari                | 16     | Pane elétrica        | 5    |            |
| Ret    | 1  | Alain Prost        | McLaren-TAG/Porsche    | 14     | Pane elétrica        | 3    |            |
| Ret    | 26 | Piercarlo Ghinzani | Ligier-Megatron        | 7      | Direção              | 19   |            |
| DNS    | 25 | René Arnoux        | Ligier-Megatron        |        | Acidente             | 13   | [ nota 1 ] |
| DNS    | 6  | Nelson Piquet      | Williams-Honda         |        | Acidente nos treinos |      | [ 3 ]      |
| Fonte: |    |                    |                        |        |                      |      |            |

## Tabela do campeonato após a corrida
| Pos.   | Piloto           | Pontos |
| ------ | ---------------- | ------ |
| 1      | Nigel Mansell    | 10     |
| 2      | Alain Prost      | 9      |
| 3      | Stefan Johansson | 7      |
| 4      | Nelson Piquet    | 6      |
| 5      | Ayrton Senna     | 6      |
| Fonte: |                  |        |

| Pos.   | Construtor          | Pontos |
| ------ | ------------------- | ------ |
| 1      | Williams-Honda      | 16     |
| 2      | McLaren-TAG/Porsche | 16     |
| 3      | Lotus-Honda         | 7      |
| 4      | Ferrari             | 7      |
| 5      | Benetton-Ford       | 2      |
| Fonte: |                     |        |

- Nota: Somente as primeiras cinco posições estão listadas. Entre 1981 e 1990 cada piloto podia computar onze resultados válidos por temporada não havendo descartes no mundial de construtores.